# Fretigney-et-Velloreille
Fretigney-et-Velloreille è un comune francese di 680 abitanti situato nel dipartimento dell'Alta Saona nella regione della Borgogna-Franca Contea.

## Società

### Evoluzione demografica
Abitanti censiti